# Zaicz Gábor
Zaicz Gábor (Budapest, 1944. április 16. –) magyar nyelvész, finnugrista, egyetemi docens.

## Életrajz
1968-ban magyar–orosz–finnugor szakon végzett az Eötvös Loránd Tudományegyetem Bölcsészettudományi Karán. 1970-ben megvédte bölcsészdoktori értekezését (A földművelés terminológiája a mordvinban); 1995-ben készítette el és védte meg PhD-dolgozatát (A mássalhangzók kiesése a mordvinban).
1968. július 1. és 1996. január 15. között az MTA Nyelvtudományi Intézetében dolgozott, 1973-tól az intézet magyar nyelvtörténeti osztályának tudományos munkatársa. Részt vett előbb A magyar nyelv történeti-etimológiai szótárának (TESz.), majd az Etymologisches Wörterbuch des Ungarischen (EWUng.) című szófejtő szótárnak elkészítésében.
Az 1971–1972-es tanévben ösztöndíjasként tanult Finnországban: Helsinkiben és Turkuban. 1973–1976 között vendéghallgatóként turkológiai tanulmányokat folytatott az ELTE török tanszékén. 1979–1982 között – mint az első magyarországi vendégoktató – Dániában: Koppenhágában és Aarhusban volt lektor, majd 1987–1990 között a svédországi Uppsalában. Koppenhágában a magyar mellett finnugor lektor, valamint az összehasonlító finnugor nyelvészet, a mordvin nyelv és a szamojédisztika oktatója is volt. Az 1995–96-os tanévtől kezdve a Pázmány Péter Katolikus Egyetemen főállású oktató, később egyetemi docens, 1994. februártól 1998. augusztusig tanszékvezető.
Elsősorban a finnugor összehasonlító nyelvészetet (közelebbről a mordvin nyelv, annak is elsősorban szókészleti, fonológiai és morfonológiai kérdéseit), továbbá a magyar nyelvtörténetet (ezen belül a szókészlettani, az etimológiai és a tudománytörténeti problematikáját) kutatja. Publikációinak száma eléri a kétszázat. Tudományos munkásságát a Magyar Tudományos Akadémia 1979-ben akadémiai nívódíjjal, 1996-ban pedig akadémiai díjjal ismerte el.
1965-től kezdve több Nemzetközi Finnugor Kongresszuson vett részt. 1993-ban két hónapig az oroszországi Szaranszk város egyetemén finnugor nyelvészeti előadásokat tartott mordvin anyanyelvű tanárok és diákok számára. Ugyanebben az évben a kanadai Vancouver mellett található Simon Fraser Egyetemen tartott előadást mordvin nyelvészeti témából.
1998-ban a Japan Society for the Promotion of Science (JSPS Fellowship for Research in Japan) meghívására ugyancsak két hónapot töltött az oszakai Idegen Nyelvek Egyetemének magyar tanszékén. Ekkor az egyik tokiói és nagojai egyetemen, a Japán Uralisztikai Társaság jubileumi közgyűlésén, valamint a Néprajzi Múzeumban is tartott finnugor nyelvészeti előadásokat.
Jelenleg a Pázmány Péter Katolikus Egyetem piliscsabai Bölcsészettudományi Karán a finnugor és a magyar szakos hallgatóknak finnugrisztikát ad elő.

## Publikációk (részlet)
Monográfia:
- 1974 – Erza-mordvin szójegyzék / Erdődi József, Zaicz Gábor. – Budapest: Tankönyvkiadó, 1974. – 121 p. – (Finnugor jegyzetek; 21.). – Függelék: A magyarországi mordvinisztika bibliográfiája, 1850–1970
- 1983 – Danske tekster med stottematerialer for viderekomne / Zaicz Gábor, Leif M. Sand. – Budapest: ELTE BTK, 1983. – 191 p. – Egyetemi jegyzet
- 1990 – Magyar nyelvhelyesség és nyelvművelés. – Uppsala: Uppsala Universitet. Finsk-Ugriska Institutionen, 1990. – 182 p. – Szöveggyűjtemény
- 1990 – Ungerskt basordförrad, 1050 ord. – Uppsala: Uppsala Universitet. Finsk-Ugriska Institutionen, 1990. – 27 p. – Magyar–svéd szójegyzék
- 1990 – Ungerskt basordförrad, 1550 ord. – Uppsala: Uppsala Universitet. Finsk-Ugriska Institutionen, 1990. – 40 p. – Magyar-svéd szójegyzék
- 1995 – Zsirai Miklós (1892–1955) A nyelvtudós pályaképe és Finnugor rokonságunk című művének értékelése. – Budapest: Józsefvárosi Önkormányzat Polgármesteri Hivatal, Kulturális Iroda, 1995. – 17 p.
- 2001 – Verba manent: suomi-unkari-italia fraseologia / Danilo Gheno, Gábor Zaicz. – Jyväskylä: Jyväskyläi Egyetem, 2001. – 159 p. – (Hungarológiai füzetek; 3.)
- 2004 – Zaicz Gábor, Csepregi Márta: Vértes Edit emlékezete. – Debrecen: DE M. Nyelvtud. Int., 2004. – 38 p. – (A Debreceni Egyetem Magyar Nyelvtudományi Intézetének kiadványai, ISSN 1588-6433; 82.)

Szerkesztett kötet:
- 1981 – Finnugor rokonságunk / Zsirai Miklós; az uráli nyelvrokonainkkal kapcsolatos legújabb ismeret- és forrásanyag rövid összegzésével közread. Zaicz Gábor. – Hasonmás kiad., eredeti: 1937. – Budapest: Trezor, 1994. – 696 p.
- 1984 – A magyar nyelv történeti-etimológiai szótára. 4. köt., Mutató / [szerk. S. Hámori Antónia, Zaicz Gábor]. – Budapest: Akad. K., 1984. – 493 p.
- 1992–1997 – Etymologisches Wörterbuch des Ungarischen. Bd. 1–3. / Hrsg. Loránd Benkő ; Red. Károly Gerstner, Antónia S. Hámori, Gábor Zaicz. – Budapest: Akad. K., 1992–1997. – L, 1683, 156 p.
- 1995 – Zur Frage der uralischen Schriftsprachen =  Вопросы уральских литературных языков [Voprosy ural’skih literaturnyh âzykov] / red. Gabor Zaicz. – Budapest: MTA Nyelvtud. Int., 1995. – (Linguistica. Series A. Studia et dissertationes, 0238–8642; 17.)
- 1997 – Szavak – nevek – szótárak: írások Kiss Lajos 75. születésnapjára / szerk. Kiss Gábor és Zaicz Gábor; szó-, név- és tárgymutatót szerk. Zaicz Gábor. – Budapest: MTA Nyelvtud. Int., 1997. – 502 p.
- 2001. – Ünnepi könyv Keresztes László tiszteletére / szerk. Maticsák Sándor, Zaicz Gábor és Tuomo Lahdelma. – Debrecen, 2001. – 761 p. – ISSN 0239-1953 = Folia Uralica Debreceniensia. 8.
- 2006. – Etimológiai szótár: magyar szavak és toldalékok eredete / főszerk. Zaicz Gábor. – Budapest: Tinta Könyvkiadó, 2006. – XXI, 998 p. – (A magyar nyelv kézikönyvei, ISBN 963-7094-01-6)[1]